# Турівка (Тернопільський район)
Ту́рівка — село в Україні, у Підволочиській селищній громаді Тернопільського району Тернопільської області. Раніше центр сільської ради, розташований за 19 км від адміністративного центру громади й залізничної станції Підволочиськ. Дворів — 357. У зв'язку з переселенням мешканців 1948 хутір Гостра Могила виведений з облікових даних.
Від вересня 2015 року ввійшло у склад Підволочиської селищної громади.
Населення — 712 осіб (2007); 1196 осіб (1973).
Іван Васильович Каптій — староста Турівського старостинського округу з 2016 року. 

## Географія
Через село тече річка Вікнина, права притока Збруча.

## Історія
Поблизу села виявлено археологічні пам'ятки черняхівської культури.
Перша писемна згадка — 1457.
Діяли «Просвіта», «Сільський господар», «Союз українок» та інші товариства, кооператива.
У німецько-радянській війні брало участь 63 місцеві жителі, 27 з них удостоєні урядових нагород, 23 загинули.
12 червня 2020 року, відповідно до розпорядження Кабінету Міністрів України  № 724-р «Про визначення адміністративних центрів та затвердження територій територіальних громад Тернопільської області», увійшло до складу Підволочиської селищної громади.
19 липня 2020 року, в результаті адміністративно-територіальної реформи та ліквідації Підволочиського району, село увійшло до складу новоствореного Тернопільського району.

## Пам'ятки
Є Церква святого Василія Великого (1888, кам'яна), 3 каплички.
Споруджено пам'ятники воїнам-односельцям, полеглим у німецько-радянській війні (1967), Т. Шевченку (1992), насипано символічну могилу УСС (1991), встановлено пам'ятний хрест на честь скасування панщини.

## Сільське господарство
На території Турівки розміщена центральна садиба колгоспу ім. Лесі Українки, за яким закріплено 2,7 тис. га сільськогосподарських угідь, у тому числі 2,6 тис. га орної землі. Колгосп у Турівці створено в жовтні 1948 року.
Виробничий напрям господарства — рільництво (зернові й технічні культури), м'ясо-молочне тваринництво.
За високі показники у виробництві тваринницької продукції у радянські часи ордена Леніна було удостоєно доярку колгоспу А. І. Олійник. Доярку А. М. Скальську, комбайнера І. Г. Косика й ланкову Є. В. Височан нагороджено орденом Трудового Червоного Прапора.

## Соціальна сфера
Працюють ЗОШ 1-2 ступенів (у 1973: 12 учителів, 191 учень), Будинок культури на 265 місць, бібліотека, медичний пункт, ФАП, відділення зв'язку, торгові заклади, відділення зв'язку, кравецька й шевська майстерні.

## Відомі люди

### Народилися
- артист-ілюзіоніст Степан Савка.

### Працювали
- У 1877—1880 роках капеланом храму святого Василія Великого в Турівці був греко-католицький священик Лев Джулинський (1847—1923), церковний письменник і видавець, патріот, книговидавець, громадський діяч.

## Галерея

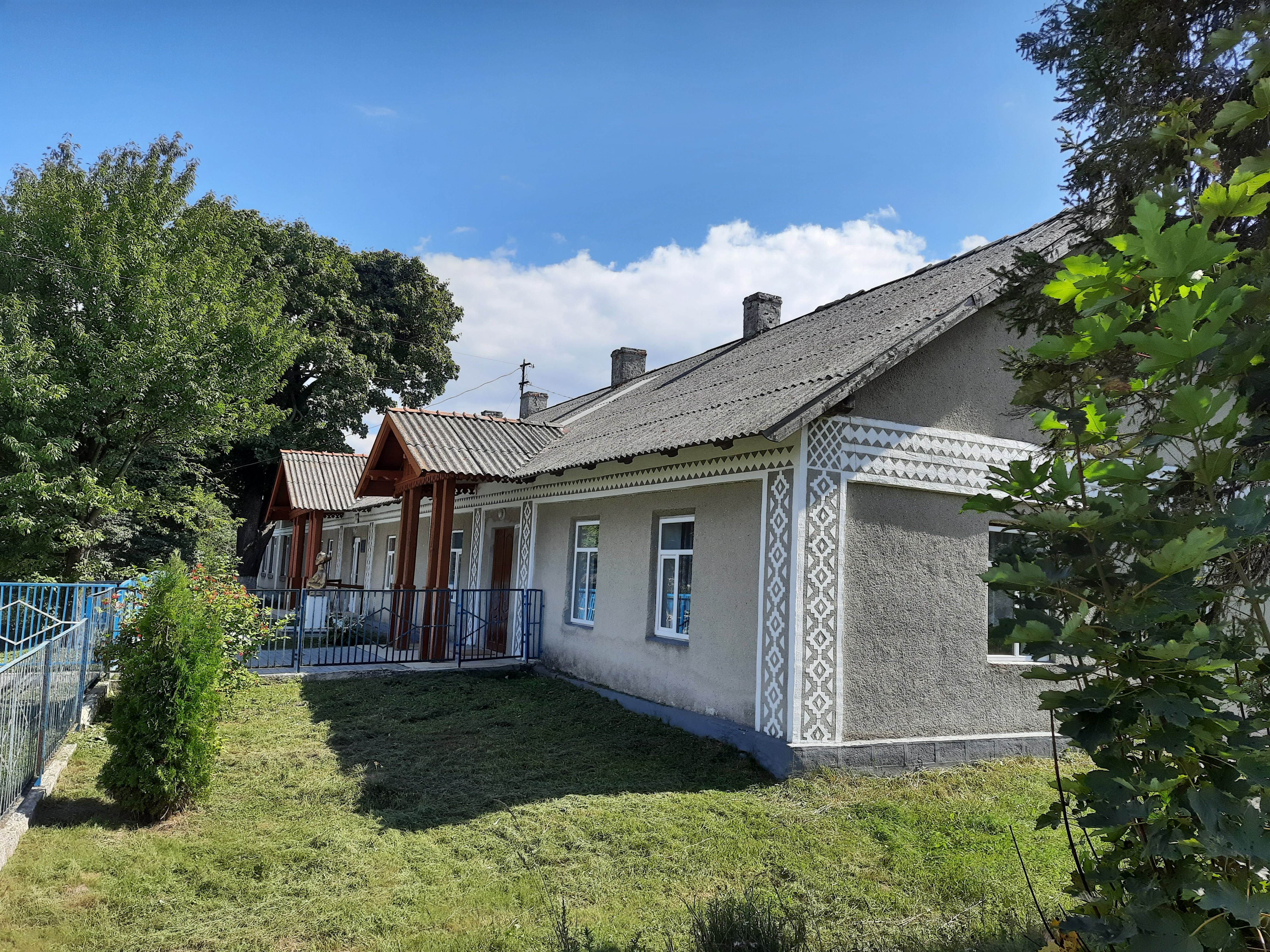
Турівська гімназія
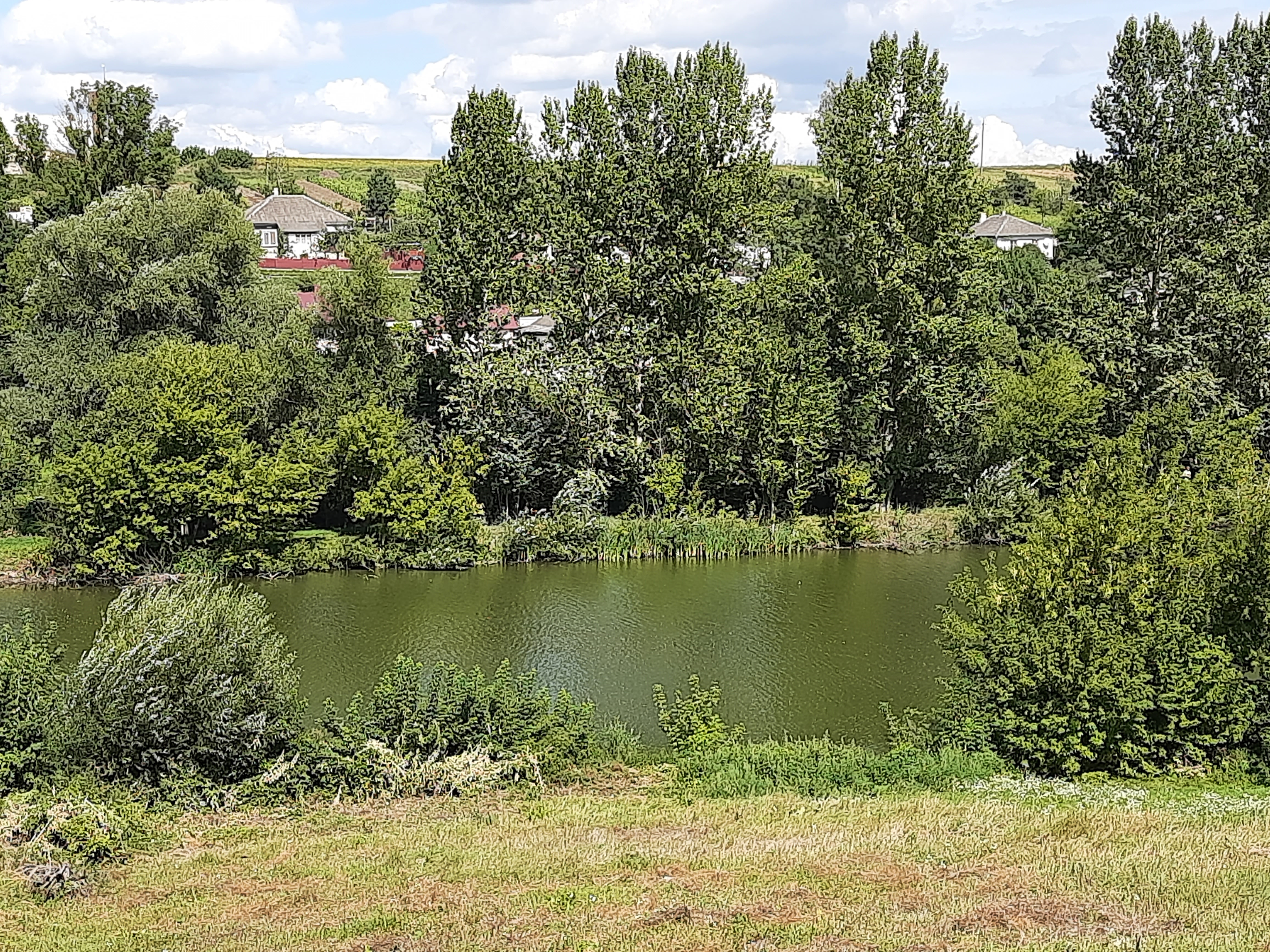
Річка Вікнина